# Gelbschnabel-Zwergohreule
Die Gelbschnabel-Zwergohreule (Otus icterorhynchus), auch Gelbschnabeleule genannt, ist eine Eulenart aus der Gattung der Zwergohreulen. Sie kommt im tropischen Afrika vor.

## Beschreibung
Sie erreicht eine Länge von 18 bis 20 Zentimetern und hat ein Gewicht von 61 bis 80 Gramm. Die weiß und schwarz gefleckten Federohren sind ziemlich auffällig. Die Gefiederfärbung variiert individuell zwischen einer hellen und einer dunklen Morphe. Bei angelegten Flügeln bilden die weißlichen Fahnen der Schulterfedern ein helles Band. Die Unterseite trägt auffällige weiße Flecken. Die Augen sind gelb, Schnabel und Wachshaut gelblich beige. Die hellbräunlichen Beine sind bis zum Ansatz der bräunlich rosa Zehen befiedert, die Krallen matt weiß mit grauer Spitze.

## Lebensweise
Die Gelbschnabel-Zwergohreule bevorzugt tropische Tieflandregenwälder bis in 1.000 Meter Höhe. Sie bewohnt auch Lebensräume mit einer Mischung aus Wald, Busch- und Grasland. Ihre Stimme wird als langgezogener Pfiff beschrieben, der im Abstand von mehreren Sekunden zu hören ist. Die Nahrung ist nicht bekannt, sie besteht vermutlich wie bei anderen Zwergohreulen vorwiegend aus Insekten.

## Verbreitung
Die wenig erforschte Art kommt lückenhaft von Liberia über Gabun bis zum Osten der Demokratischen Republik Kongo vor. Während die Nominatform O. i. icterorhynchus Liberia, die Elfenbeinküste und Ghana bewohnt, werden die mehr rotbraunen, auf der Brust weniger gestrichelten Exemplare aus Kamerun, Gabun und Demokratischer Republik Kongo der Unterart O. i. holerythrus zugeordnet.